# Suppiluliuma Ier
Suppiluliuma ier (écrit aussi Šuppiluliuma ou Shuppiluliuma) est un roi hittite du Nouvel Empire qui régna environ de 1344 à 1322 av. J.-C. (en chronologie courte).
Son règne est notamment connu par une série de traités et par un long texte surnommé les Actes de Suppiluliuma (CTH 40), mis par écrit au temps de son fils et deuxième successeur, Mursili II. 

## Prise de pouvoir
En 1344 av. J.-C., à la mort de Tudhaliya ii, l’héritier du trône, Tudhaliya III « le Jeune », est assassiné et remplacé par un prince énergique, Suppiluliuma, fils de Tudhaliya ii et frère cadet de Thudhaliya iii. Il réussit à redresser une situation militaire difficile et à sauver l’empire hittite menacé par les invasions. 

## Début de règne

Localisation des régions et principales villes de l'Anatolie hittite.

Après avoir renversé le prince Tudhaliya et fait exiler les frères de celui-ci (nés d'une autre reine que la mère de Suppiluliuma), il poursuit sur la dynamique qu'il avait déjà contribué à initier durant les dernières années du règne de son père. Les conflits contre l'Arzawa et l'Ishuwa se prolongent sans doute à cheval sur les deux règnes, et il a donc fallu agir vite. Suppiluliuma s'assure d'abord de dégager l'Anatolie centrale de l'emprise de l'Arzawa, entreprise compliquée par le fait que les Gasgas sont encore très actifs plus au nord. Mais lui et ses généraux parviennent à libérer le Hatti et le Bas-Pays. À l'est, le Hayasa est soumis vers cette période comme le montre le traité de vassalité conclu avec son roi Huqqana. Les troupes hittites défont ensuite l'Ishuwa, ce qui libère la voie vers les hautes vallées de l'Euphrate et du Tigre, et par là vers le pays du Mittani.
Fragment 13 de CTH 40 sur la campagne contre les Gasgas

« Et tandis que mon grand-père était au pays de Kammala, mon père aussi était avec lui. Mais, sur ses arrières, l'ennemi gasga prit encore une seconde fois les armes. Et les villes dévastées, derrière lesquelles mon père avait bâti des fortifications, l'ennemi les détruisit encore une seconde fois. Mais, lorsque mon grand-père revint du pays de Masa, le pays de Kathariya et Gazzapa qui ne cessaient de détruire […] avec les biens constituant en argent, or et instruments de bronze et tout, les troupes gasgas les emportèrent. Alors mon grand-père alla vers ces villes pour les attaquer. Et les dieux marchèrent devant mon grand-père et il détruisit Kathariya et Gazzapa, et il les incendia. Et les troupes gasgas qui étaient venues toutes ensemble à la rescousse de Kathariya, les dieux marchèrent devant mon grand-père, et il vainquit les troupes gasgas. Et les troupes gasgas […] moururent en masse. »

— Traduction J.P. Grélois d'après la transcription de Guterbock
Épisode ultérieur mentionné dans la 7e tablette de CTH 40

« Or, comme le Gasga tout entier était en paix, des Hittites, certains tenaient des auberges derrière les villes gasgas, tandis que d'autres (étaient) retournés au marché. Mais comme la peste (était) dans les rangs de l'armée, lorsque le Gasga (le) vit (et) les gens qui étaient retournés dans leurs villes, il les captura. Et ils tuèrent certains, tandis qu'ils (en) capturèrent d'autres. Puis l'ennemi s'avança de nuit, et ensuite il se sépara. Et les officiers qui tenaient les camps fortifiés, ils (les Gasgas) vont au combat contre tous les camps fortifiés ; et contre n'importe que1 camp fortifié, ils allèrent au combat. Et les dieux de mon père marchèrent devant les officiers, et ils les vainquirent tous. Et l'ennemi mourut en masse. Et contre les camps fortifiés de mon père, aucun ne tint. Lorsque mon père eut tué l'ennemi, l'ennemi gasga tout entier en eut peur. »

— Traduction J.P. Grélois d'après la transcription de Guterbock

## Les guerres syriennes contre le Mittani
La Syrie était en paix depuis la fin des hostilités entre le Mittani et l'Égypte. La correspondance d'Amarna montre que ceux-ci étaient alors en très bon termes, les rois d'Égypte épousant à plusieurs reprises des princesses mittaniennes. Les offensives de Suppiluliuma contre l'Ishuwa lui donnent l'occasion de jeter le trouble dans la région, mais son premier affrontement contre le roi Tushratta du Mittani tourne à son désavantage. Il lance ensuite une première offensive à l'appel d'un vassal du Mittani, et repart après. Fort de ces expériences, il peut préparer plus longuement ses futures guerres syriennes. Il a pour avantage le fait que Tushratta doit sa montée sur le trône à un coup d'État, qui a laissé de côté un prétendant au trône mittanien, Artatama, peut-être son frère, avec lequel Suppiluliuma conclut un accord. Il se débarrasse ensuite de l'obstacle majeur sur la route syrienne, l'Ishuwa resté actif. C'est ensuite qu'il lance son offensive directement contre le cœur du Mittani, évitant ainsi l'affrontement avec une coalition des nombreux vassaux syriens de ce dernier : cette « Première guerre syrienne » (ou « Guerre de un an ») aboutit à la fuite de Tushratta qui avait évité le combat, et peut-être à la prise et au pillage de Wassukanni, la capitale du Mittani.
Bénéficiant de la non-intervention du nouveau roi égyptien Akhénaton qui se contente de déplorer la défaite de son allié, Suppiluliuma a les mains libres en Syrie pour soumettre plusieurs cités (notamment Alep et Alalakh). Il peut même affronter et défaire le roi de Qadesh (apparemment à la suite d'une provocation de ce dernier), pourtant vassal des Égyptiens, pour ensuite faire de son fils son vassal. Les années suivantes voient les succès syriens de Suppiluliuma confirmés. La correspondance des vassaux égyptiens d'Amarna montre bien que le roi hittite y reste actif et cherche à se rallier les roitelets de la région. Il fait face au soulèvement de Mukish (Alalakh), Niya et Nuhasse, mais réussit à convaincre le roi de la riche cité d'Ugarit de rejeter leurs demandes et de plutôt s'allier avec lui. Si ce dernier en paye le prix dans un premier temps du fait d'une attaque de ses voisins, les Hittites finissent par vaincre les coalisés. Suppiluliuma rallie ensuite à son camp le roi Aziru d'Amurru, vassal perturbateur de l'Égypte, qui avec le roi de Qadesh cause des misères à ses voisins restés soumis à Akhénaton. 
Un des fils du roi hittite, Télipinu, est intronisé roi d'Alep vers cette période, et il sert de tête de pont pour la domination hittite dans cette région. C'est également durant ces années qu'il faut dater une alliance matrimoniale passée avec le roi de la dynastie kassite de Babylone, dont une fille épouse le souverain hittite, renforçant la position du royaume hittite dans le concert international.
Le premier conflit contre le Mittani n'avait pas eu raison de Tushratta même s'il lui avait fait perdre la majeure partie de ses vassaux syriens dans les années qui suivirent, Suppiluliuma n'ayant pas tenté de rester implanté au cœur de son royaume. Le roi du Mittani succombe finalement à un coup d'État dont son fils Shattiwazza est l'un des instigateurs, mais le crime profite à Artatama, qui n'est alors plus allié à Suppiluliuma, et à son fils Shutarna, qui forcent Shattiwazza à se réfugier à son tour auprès du roi hittite. Un peu avant ce fait ou à la suite de celui-ci, les Hittites ont repris leur offensive vers le Mittani, notamment avec pour but de s'emparer de la cité de Karkemish, point stratégique pour le contrôle de la Syrie. La « Seconde guerre syrienne » (ou « Guerre de six ans ») aboutit à l'intronisation de Shattiwazza en tant que roi du Mittani, mais vassal des Hittites avec lesquels il a passé plusieurs accords, tandis que Karkemish est confiée à un fils de Suppiluliuma, Sharri-Kushukh. Mais un nouvel adversaire s'est formé à l'est de la Haute Mésopotamie, l'Assyrie emmenée par son roi Assur-uballit Ier, qui a pris sous sa coupe la dynastie mittanienne rivale ainsi qu'une grande partie des dépouilles de l'ancien grand royaume.
Récit de la prise de Karkemish dans la 7e tablette des Actes de Suppiluliuma

« Mais au pays de Karkemish, Karkemish même, la ville seule, ne fit pas la paix avec lui. Et le Prêtre, mon frère, laissa alors au pays de Murmuriga 6 000 hommes (et) des chars, et Lupakki, le Dizenier de l'armée, tandis que le Prêtre vint à Hattusa auprès de mon père. Mais mon père était à Uda, et il célébrait des fêtes. Et il le rencontra là-bas. 
Mais lorsque les Hourrites virent le Prêtre parti, l'infanterie (et) les chars du pays hourrite viennent, et Takugli, l'amumikuni, (est) parmi eux. Et ils assiègent Murmuriga. Et à l'infanterie et aux chars de Hattusa qui (sont là), ) ils leur sont supérieurs. 
Au pays de Qadesh, que mon père avait vaincu, l'infanterie (et) les chars du pays d'Égypte viennent, et ils attaquèrent le pays de Qadesh. Et on apporta la nouvelle à mon père : « L'infanterie (et) les chars qui sont dans la citadelle de Murmuriga, les Hourrites les ont encerclés ! ». Et mon père mobilisa de l'infanterie (et) des chars, et il marcha contre les Hourrites. Et Lorsqu'il fut arrivé au pays de Tegarama, il fit une revue de l'infanterie (et) des chars à Talpa. 
Puis il envoya en avant-garde Arnuwanda, son fils et Zida, Chef de la garde du pays de Tegarama au pays hourrite. Et lorsqu'Arnuwanda et Zida descendent dans le pays, l'ennemi vient au combat à leur rencontre. Et les dieux de mon père marchent devant eux, et ils vainquent l'ennemi. Mais l'ennemi […] sous la ville et de la ville il descend pour s'enfuir […]. […] les montagnes du pays de Tegarama […] et lorsque mon père apprend : « il s'en va déjà, et il s'enfuit en descendant de la ville ». Mais lorsque mon père eut fait sa descente dans le pays, l'ennemi du pays hourrite, il ne le rencontra pas. Et vers Karkemish, il descendit et, de nouveau il l'encercla. (...) Mon père vainquit enfin Karkemish, la ville. Et il l'avait assiégée 7 jours, et le 8e jour, durant (toute) une journée, il alla la combattre, et par une bataille terrible, le 8e jour, durant toute [une] journée, il la prit. Et lorsqu' il eut vaincu la ville, comme mon père avait la crainte des dieux, dans la citadelle haute, il ne laissa personne approcher de Kubaba et du dieu KAL. Et d'aucuns des temples il ne s'approcha. Et il s'inclina même (devant eux), puis il donna […]. Mais à la ville basse, avec des prisonniers, il enleva de l'argent, de l'or et des instruments de bronze, et il les transporta à Hattusa. Et les prisonniers qu'il amena au palais, ils étaient 3300, [mais] ceux qu'à Hattusa il amena, ils étaient innombrables ! Ensuite, il […] Sharri-Kusuh, son fils, et il lui donna le pays de Karkemish et Karkemish, la ville, à gouverner. Et il en fit un roi particulier. »

— Traduction J.P. Grélois d'après la transcription de Guterbock

## La rivalité avec l’Égypte
Les relations avec l'Égypte évoluent également durant ces années-là. Au moment du siège de Karkemish, et alors qu'il avait mené des campagnes contre des vassaux égyptiens peu de temps auparavant, Suppiluliuma reçoit un message d'une reine égyptienne, sans doute la veuve de Toutânkhamon, qui lui demande un de ses fils en mariage pour en faire le roi d'Égypte. Après de longues hésitations, Suppiluliuma accepte et envoie son fils en Égypte, mais ce dernier est assassiné avant d'arriver à destination, sans doute du fait d'une opposition égyptienne à cet événement à la portée potentiellement exceptionnelle pour l'équilibre politique du Proche-Orient. En dépit des tentatives de conciliation du nouveau roi égyptien Aÿ, Suppiluliuma décide de se venger en déclarant la guerre à l'Égypte.

« Mais lorsque les Égyptiens apprennent l'attaque du pays d'Amka, ils prennent peur. Et comme leur seigneur Nibhururiya de plus était mort, la reine d'Égypte, qui était Dahamunzu, envoya à mon père un ambassadeur, et elle lui manda ainsi : « Mon homme est mort! De fils, je n'ai pas. Mais toi, dit-on, tu as des fils nombreux. Et si tu me donnes l'un (de tes) fils, il deviendra mon époux. Jamais je ne choisirai un (de mes) sujets , ni n'en ferai mon époux ! J'ai peur ! ». 
Et lorsque mon père eut appris ceci, il convoqua les Grands pour l'affaire : « une telle chose ne m'est jamais arrivée depuis toujours ! ». Et [(il advint) que (mon) père envoya en Égypte Hattusaziti, (le Chambellan) : « Va me rapporter, toi, la vérité ! Peut-être me décevront-ils ? Peut-être ont-ils un fils de leur seigneur ? Alors, toi, rapporte-moi la vérité ! » (...)
Mais quand vint le printemps, Hattusaziti revint du pays d'Égypte, et l'ambassadeur d'Égypte, le seigneur Hani, vint avec lui. Et alors que mon père a mandé Hattusaziti au pays d'Égypte, comme il lui a donné les instructions suivantes : « Peut-être ont-ils un fils de leur seigneur ? Peut-être me tromperont-ils et peut-être ne réclament-ils pas mon fils pour la royauté ? ». Alors, à mon père, la reine d'Égypte répond ainsi par une tablette : « Pourquoi as-tu parlé ainsi : « Ils me tromperont » ? Si jamais j'avais un fils, aurais-je fait part de l'humiliation de ma personne et de mon pays à un pays étranger ? Et tu ne m'as pas fait confiance, et tu m'as même parlé d'une façon ! Celui qui était mon époux, il est mort ! De fils, je n'en ai pas ! Jamais je ne prendrai un de mes sujets ni n'en ferai mon époux ! Et à aucun autre pays je n'ai mandé quoi que ce soit. À toi seul j'ai mandé : « tes fils, dis-on, sont nombreux. Donne-moi alors un tien fils ! Et pour moi il sera un époux, mais au pays d'Égypte il sera roi ! » Et comme mon père était bienveillant, il fit grâce à la demande de la femme, et il s'occupa de l'affaire du fils. »

— Traduction J.P. Grélois d'après la transcription de Guterbock
Le fragment 31 de CTH 40 rapporte ensuite :

« (...) Et lorsqu'ils apportèrent cette tablette, ils parlèrent ainsi : « Le prince, les Égyptiens l'ont tué ». Et ils apportèrent la nouvelle : « Zannanza est mort ». Et lorsque mon père apprit l'assassinat de Zannanza, il se mit à pleurer Zannanza (...) »

— Traduction J.P. Grélois d'après la transcription de Guterbock

## Fin de règne
Suppiluliuma a sans doute délégué la direction d'une grande partie des derniers conflits syriens à ses fils, alors qu'il devait mener en Anatolie même des campagnes contre l'ennemi récurrent des Hittites, les Gasgas qui restent insoumis. Son règne remarquable s'achève dans la douleur. La description qu'en laisse son fils et successeur Muwatalli II dans le texte des Actes de Suppiluliuma est particulièrement sombre : le roi meurt d'une peste qui ravage le pays hittite, qui aurait été introduite dans le pays par des prisonniers de guerre égyptiens déportés au Hatti. Il laisse un royaume raffermi, débarrassé du Mittani, mais en conflit avec l'Égypte, toujours contesté en Arzawa, et menacé par l'Assyrie.

## Lignage
L'arbre généalogique ci-dessous est une reconstruction possible, parmi d'autres, du lignage de la famille royale de l'empire hittite. La nomenclature des souverains, les liens de parenté demeurent obscurs par de nombreux aspects,,.